# Sorceress
Sorceress è un personaggio immaginario creato nel 1981 da Mattel per la linea di giocattoli dei Masters of the universe (accorciato spesso in M.O.T.U., in italiano "i dominatori dell'universo").

## Serie del 1983
Sorceress è la guardiana e padrona dei segreti del castello di Greyskull, la fonte del potere di He-Man. È una delle creature più potenti di Eternia, e nonostante ciò è una donna generosa ed umile, in grado di infondere fiducia e coraggio negli altri. Inoltre Sorceress è la madre naturale di Teela, che però fu costretta ad affidare a Man-At-Arms, per non distogliersi dal suo compito di guardiana di Grayskull. Oltre a Man-At-Arms, soltanto He-Man è a conoscenza di questo segreto. Il suo vero nome è Teela'Na e proviene dal piccolo villaggio di Nowella, che fu messo a ferro e fuoco dal malvagio Morgoth. Per poter avere il potere e difendere la sua gente, Teela'Na accettò di prendere il posto della Sorceress precedente, acquisendo oltre ad un incredibile potere anche delle gravose responsabilità. Sorceress è immortale, tuttavia i propri poteri sono legati alle mura del castello, quindi al di fuori di esse la sua magia è notevolmente indebolita. Per uscire dal castello di Grayskull, normalmente prende la forma di un falco.

## Serie del 2002
Nella serie del 2002 l'aspetto di Sorceress è notevolmente cambiato, ed assomiglia vagamente ad una dea egizia. Sorceress è pur sempre la madre di Teela, e la cosa è sempre tenuta segreta. Rispetto alla serie originale però in un flashback viene mostrato il marito di Sorceress, completamente bendato e quindi irriconoscibile. Gli sceneggiatori hanno rivelato che se la serie non fosse stata interrotta, si sarebbe svelato che quel personaggio era in realtà Fisto, il fratello di Man-At-Arms. Un'altra novità è rappresentata dal fatto che Sorceress è anche una ottima combattente. La cosa è mostrata in due occasioni, in una delle quali Sorceress ingaggia una lotta contro Evil-Lyn.

## Altre apparizioni
Nel film I dominatori dell'universo il suo ruolo è interpretato dall'attrice Christina Pickles.